# Romerhuis
Het Romerhuis is een laat-gotische stijl uit circa 1490 op de hoek van de Kwartelenmarkt en de Wijngaardstraat in de Nederlands Limburgse stad Venlo. Het pand is sinds 20 april 1971 een rijksmonument.

## Geschiedenis

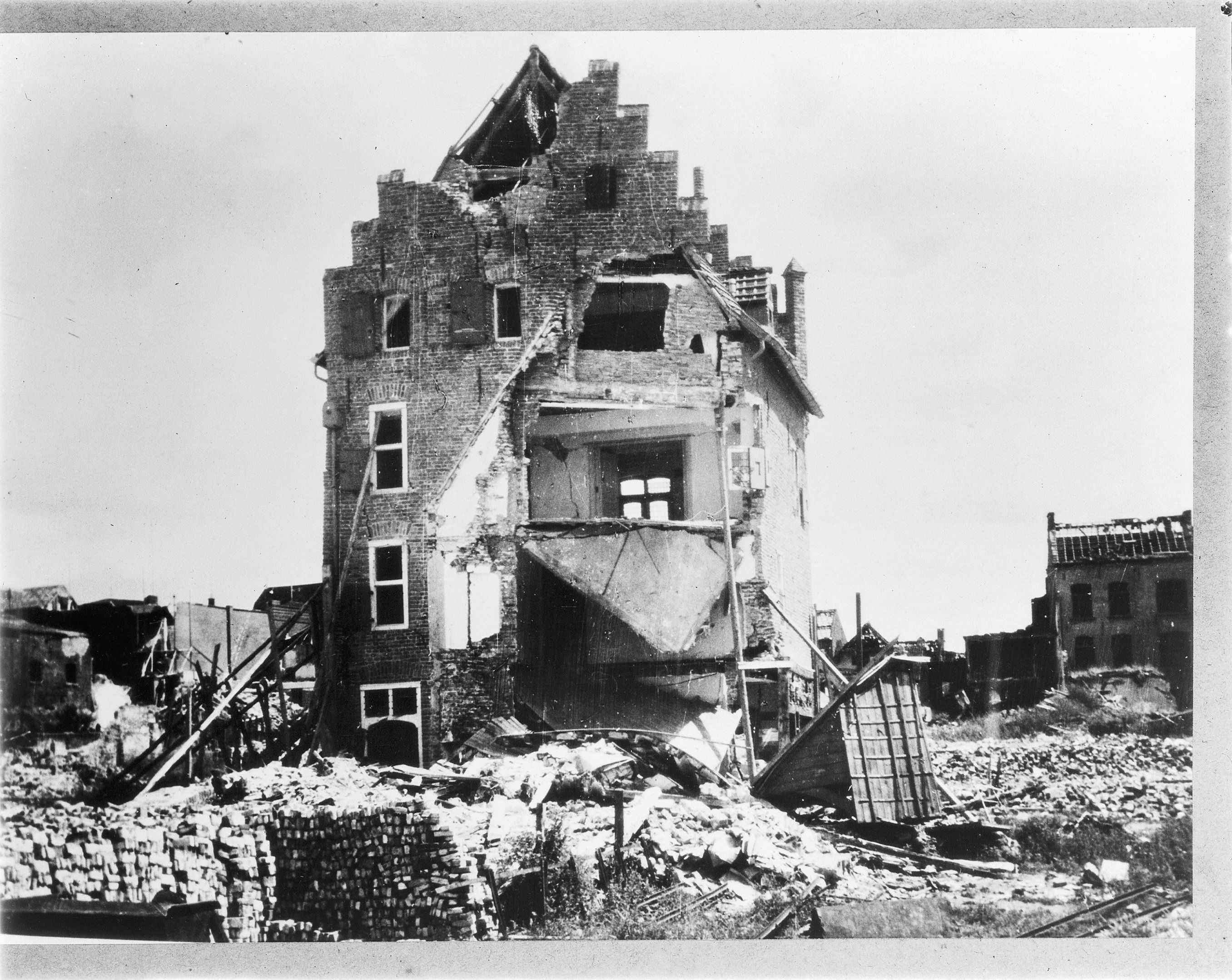
Het pand vlak na de Tweede Wereldoorlog

Het pand zou uit 1521 stammen, maar uit bouwhistorisch onderzoek bleek dat het uit circa 1490 stamt. Het woon-winkelpand is in baksteen uitgevoerd met een trapgevel met pinakels; enige uitzondering vormen enkele hoekstenen op de begane grond en de deuromlijsting. Daarnaast zijn er in de achterbouw van het Romerhuis nog sporen van vakwerkbouw aanwezig. Vereniging Hendrick de Keyser kocht het pand in 1925. Het werd in oude stijl gerestaureerd tussen 1939 en 1941 door Jules Kayser, hierbij werden ook de pinakels geplaatst. In 1944 raakte het pand zwaar beschadigd, het reeds afgesplitste achterhuis moest tijdens de herstelwerkzaamheden in 1950 geheel opnieuw opgetrokken worden. Gedurende de wederopbouwperiode werd de Kwartelenmarkt gevormd, waardoor het Romerhuis niet langer aan de Jodenstraat lag, maar aan het plein. 
Vernoemd naar de stichters, is het sinds 1927 eigendom van de Vereniging Hendrick de Keyser. De naam "Romerhuis" herinnert aan de Venlose magistratenfamilie Romer uit de 17e eeuw, niet te verwisselen met de naam De Römer, een buurtschap aan de noordwestzijde van het Blerickse stadsdeel, langs de Eindhovenseweg, waar tevens een gelijknamig woonwagenkamp lag dat in de tachtiger jaren werd opgeheven.

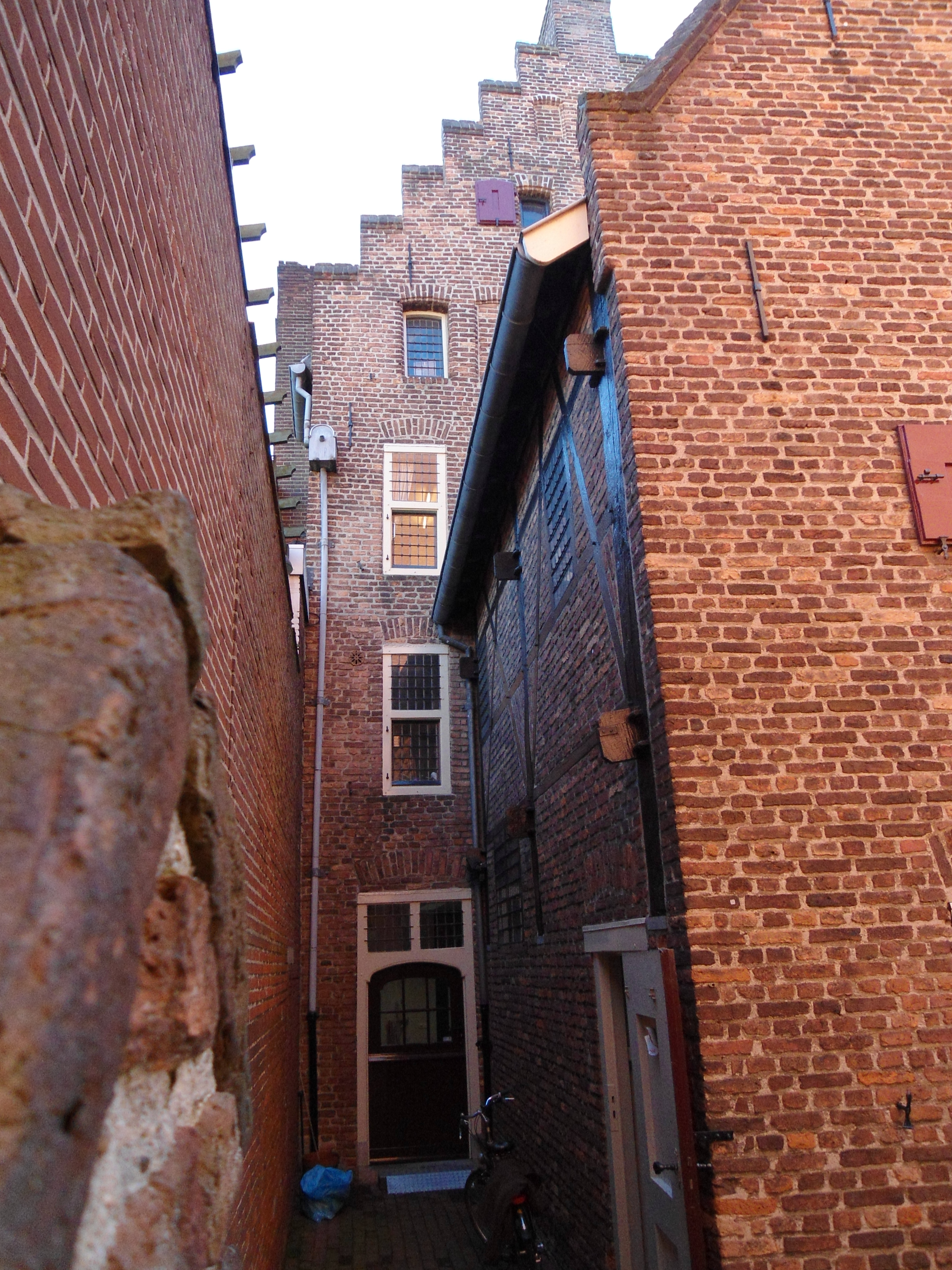
Sporen van vakwerk in de achterbouw van het Romerhuis te Venlo